# 大湖鎮區 (阿肯色州密西西比縣)
大湖鎮區（英語：Big Lake Township）是位於美國阿肯色州密西西比縣的一個行政鎮區。

## 地方資料
大湖鎮區的面積為190.93平方千米，當中陸地面積為190.43平方千米，而水域面積為0.50平方千米。根據2010年美國人口普查的數據，當地共有人口4468人，而人口密度為每平方千米23.4人。